# Daniela Topić
Daniela Topić (Zagreb, 9. travnja 2002.) hrvatska je parakaratistica i parataekwondoašica. Devetostruka je državna prvakinja u parakarateu, četverostruka prvakinja Europe u parakarateu, peterostruka državna prvakinja u parataekwondou, dvostruka europska prvakinja u parataekwondou te svjetska prvakinja u parataekwondou. Natječe se u kategorijama parakarate – K22 i parataekwondo – P22, koje su namijenjene osobama s intelektualnim teškoćama.
Članica je Karate kluba Alfa i Taekwondo kluba Uriho osoba s invaliditetom.

## Životopis
Rođena je u Zagrebu, gdje je pohađala osnovnu školu Mato Lovrak u Dubravi, a svoj sportski put započela je u Plivačkom klubu Natator, gdje je osam godina trenirala pod stručnim vodstvom Ane Sršen i trenera Ivana Perzela. Ulazak u svijet borilačkih sportova uslijedio je uz mlađeg brata Vinka, čija su joj podrška i motivacija bile iznimno.Karateom se počela baviti 2016. godine, a taekwondoom od 2021. godine.
Prekretnica u njezinoj karate karijeri dogodila se 2021. godine prelaskom u Karate klub Alfa, pod vodstvom tadašnjeg predsjednika kluba i trenera Damira Barića, oca Stipe Barića, mladića s Down sindromom, višestrukog osvajača zlatnih, srebrnih i brončanih medalja na europskim i svjetskim prvenstvima u parakarateu i parataekwondou, te jedanaestostrukog državnog prvaka u karateu i šestostrukog državnoga prvaka u parataekwondou.

## Sportska karijera

### Karate
Državna je prvakinja u kategoriji K22 devet godina zaredom (2017. – 2025.).
Od 2021. godine natječe se za Karate klub Alfa, a među njezinim najznačajnijim međunarodnim rezultatima izdvajaju se:
- 2021. – 5. mjesto na Svjetskom prvenstvu u Dubaiju
- 2021. – brončana medalja na Europskom prvenstvu u Poreču, Hrvatska
- 2022. – zlatna medalja na Europskom prvenstvu u Gaziantepu, Turska
- 2023. – zlatna medalja na Europskom prvenstvu u Guadalajari, Španjolska
- 2023. -  brončana medalja na Svjetskom prvenstvu u Budimpešti, Mađarska
- 2024. – zlatna medalja na Europskom prvenstvu u Zadru, Hrvatska
- 2025. – zlatna medalja na Europskom prvenstvu u Erevanu, Armenija

### Taekwondo
Taekwondo trenira od 2021. godine. Do 2023. bila je članica Taekwondo kluba Rugvica.Od 2023. godine trenira u Taekwondo klubu Uriho za osobe s invaliditetom.
Daniela je državna prvakinja pet godina zaredom (2021.–2025.), a njezini najznačajniji međunarodni uspjesi uključuju:
- 2023. – zlatna medalja na Svjetskom prvenstvu u Veracruzu, Meksiko
- 2023. – zlatna medalja na Europskom prvenstvu u Innsbrucku, Austrija
- 2025. – zlatna medalja na Europskom prvenstvu u Tallinnu, Estonija

## Nagrade i priznanja
Daniela Topić dobitnica je više priznanja za svoja sportska postignuća, među kojima se ističu:
- četiri priznanja Zagrebačkog karate saveza
- dvije nagrade Zagrebačkog parasportskog saveza
- dvije nagrade Hrvatskog karate saveza

## Osobni život
Daniela Topić rođena je s Down sindromom. Aktivna je članica Karate kluba Alfa, koji okuplja više od 80 članova, uključujući i sedam osoba s invaliditetom. Kroz svoje sportsko djelovanje Daniela aktivno doprinosi promicanju inkluzije osoba s invaliditetom.
Klub je poznat po stvaranju poticajnog i uključivog okruženja koje omogućuje ravnopravne prilike za razvoj i sportski uspjeh svim članovima, bez obzira na teškoće.